# Berneck

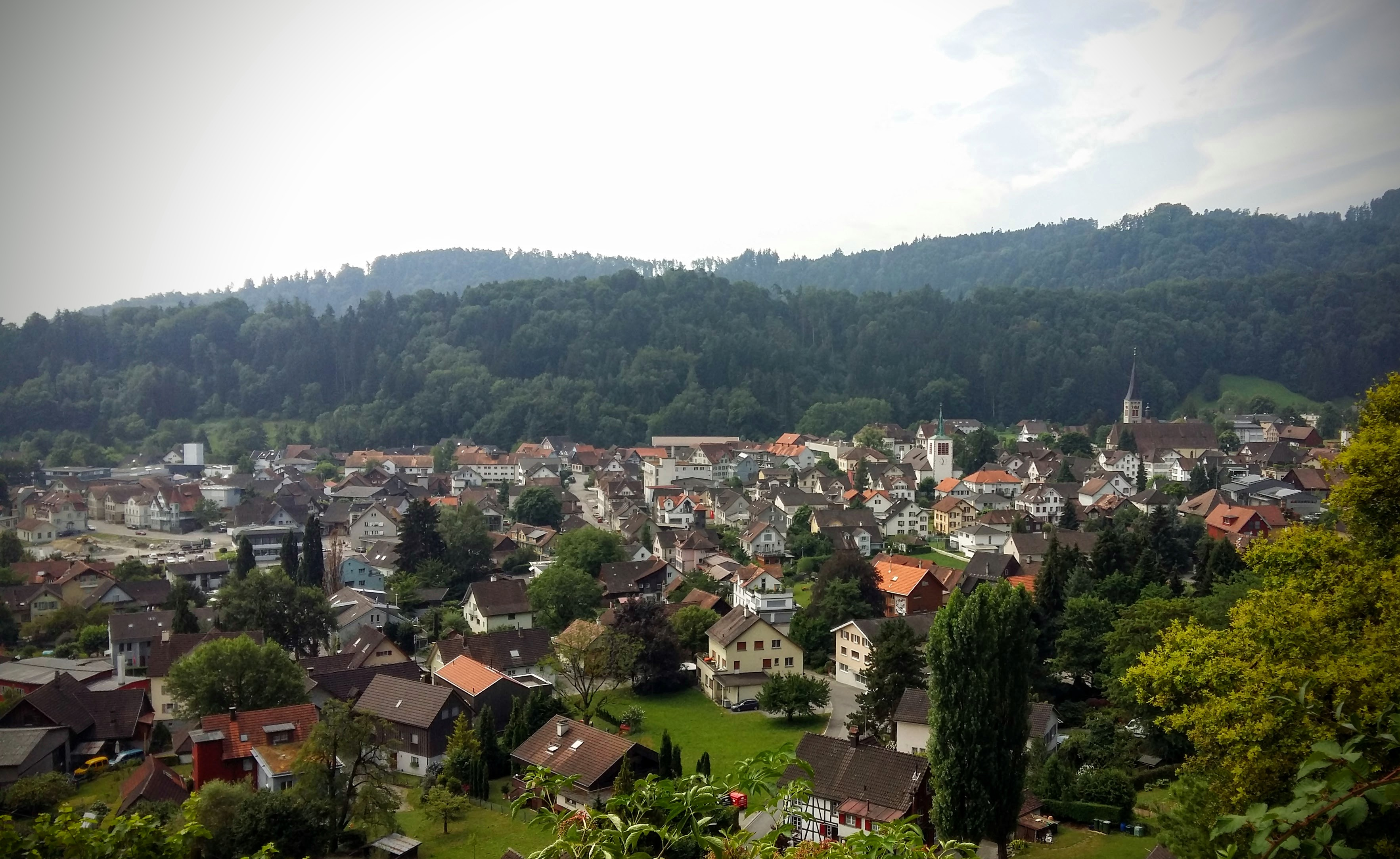
Vista de Berneck

Berneck es una comuna suiza del cantón de San Galo, ubicada en el distrito de Rheintal. Tiene una población estimada, a fines de 2020, de 3928 habitantes.
Limita al norte con la comuna de Walzenhausen (AR), al este con Au, al sur con Balgach, y al oeste con Oberegg (AI).
Además del centro del pueblo, la comuna de Berneck incluye varias aldeas y partes del pueblo de Heerbrugg.